# Дієго Санс
Дієго Санс (порт.-браз. Diego Sans), справжнє ім'я — Луїс Фаріа (порт.-браз. Luiz Faria; нар. 31 березня 1989, Бразилія) — бразильський гомосексуальний порноактор, який отримав нагороду GayVN Awards у 2019 році в категорії «найкращий актор», розділивши її з Веслі Вудсом.

## Кар'єра
Після приїзду до Сполучених Штатів у 2009 році та отримання грін-карти, але досі не маючи роботи, він вирішив спробувати порнобізнес і після того, як надіслав свої перші фотографії, з ним вперше зв'язалися з Randy Blue та підписали ексклюзивний контракт. На randyblue.com його спочатку частіше бачили як пасива, потім також як актива. З 2015 року він має ексклюзивний контракт з Men.com і виступає лише як актив.
У 2014 році він записав ліпсинґ на пісню Бейонсе «Pretty Hurts» під назвою «Porn Hurts» про тиск бути красивим в порноіндустрії. У 2016 році разом із Чі Чі ЛаРю він був ведучим «Grabby Awards». Санс зіграв головні ролі в порно-пародіях на фільми «Тарзан» (2016) і «Пірати Карибського моря» (2017); за останній він отримав нагороду за найкращу чоловічу роль на GayVN Awards 2019. Санс використав церемонію нагородження на «Str8UpGayPorn Awards 2018» за найкращу гру актива, щоб висловити протест проти Жаїра Болсонару, одягнувши на сцену сорочку з написом #EleNão. У 2019 році сцена у фільмі «Еверґлейдс» із Сансом і Калебом Страйкером в однойменному національному парку піддалася критиці з боку організації захисту прав тварин PETA, оскільки на задньому плані можна було побачити алігатора, який пропливає. Дієго був номінований як найпопулярніший гей-актор на Pornhub Awards 2019.

## Вибрана фільмографія

### Randy Blue
- 2010: Bend Over
- 2010: Hola Papi 1
- 2010: Hola Papi 2
- 2010: Just Fuck Me
- 2011: Cum Smack
- 2011: Flip to Fuck
- 2011: Fucking Diego
- 2012: Culo Fuckers
- 2012: Hola Papi 3
- 2014: Ass Sex in the City 2
- 2014: Welcome to LA

### Men.com
- 2016: Pilot
- 2016: Straight A Student
- 2016: Taking Down The Conservatives
- 2016: Tarzan: A Gay XXX Parody
- 2017: Book
- 2017: Diego Sans Unleashed
- 2017: Pirates: A Gay XXX Parody
- 2017: Spies
- 2017: Thoroughbred
- 2018: Boys Trip
- 2018: Heist
- 2019: Attack of My Clone
- 2019: Cheaters
- 2019: Our Labor Is Sex
- 2019: Sex Crazed Men
- 2019: Nasty Nights
- 2020: Rental House
- 2020: Fame Whores

## Нагороди та номінації
Cybersocket Awards
2020:
- Найкраща порнозірка — номінація
- Найкраща сцена сексу: Everglades 1 (2019) — номінація

GayVN Awards
2018:
- Нагорода фанів. Улюблене тіло — номінація
- Нагорода фанатів. Улюблені сідниці — номінація
- Зірка соціальних мереж — номінація
- Виконавець року — номінація

2019:
- Найкращий актор: Pirates: A Gay XXX Parody (2017) — переможець
- Виконавець року — номінація

2020::
- Найкраща сцена групового сексу: Sacred Bands of Thebes 4 (2018) — номінація
- Виконавець року — номінація

Grabby Awards
2019:
- Найкращий актор: Plastics 2 (2019) — номінація
- Найгарячіший актив — номінація

Pornhub Awards
2019:
- Найпопулярніший гей-виконавець — номінація

Raven's Eden Awards
2020:
- Найкращий виконавець в презервативі — номінація

StraightUpGayPorn Awards
2017:
- Найкращий актор: Tarzan: A Gay XXX Parody — номінація
- Найкращий виконавець — номінація

2018:
- Кращий актор: Heist (2018) — номінація
- Найкращий виконавець-актив: Naughty Houseguest 3 (2017) — переможець
- Виконавець року — номінація

2020:
- Кращий актор другого плану: Rental House 1 (2019) — номінація
- Виконавець року — номінація